# Papoušek senegalský
Papoušek senegalský (Poicephalus senegalus) je nejznámějším a nejoblíbenějším zástupcem rodu Poicephalus. Tento papoušek je chovateli vyhledáván pro svou relativní nenáročnost, ochotu hnízdit i výraznou povahovou osobitost, pro niž často bývá nazýván „nejmenším z velkých papoušků“. Přes masový odchyt ve své domovině není papoušek senegalský dosud ohroženým druhem a nevztahuje se na něj proto registrační povinnost dle zák. 16/1997 Sb. (tzv. CITES).

## Vzhled
Papoušek senegalský dorůstá délky asi 23 cm a váží v průměru 125–170 gramů. Dožívá se až 50 let. Sameček je obvykle větší a těžší než samička. Dospělý jedinec má černou hlavu, zelená záda a hrdlo a žluté břicho a kostrč. Kombinace žlutých a zelených partií na přední části těla vytváří písmeno „V“. Mladí ptáci jsou zbarveni matněji, hlava a oči jsou šedavé.
Samice vypadá stejně jako samec avšak podle některých teorií má menší hlavu i užší zobák. Navíc písmeno „V“ je prý u samic delší a zasahuje až mezi nohy, zatímco u samců končí uprostřed hrudi.

## Poddruhy

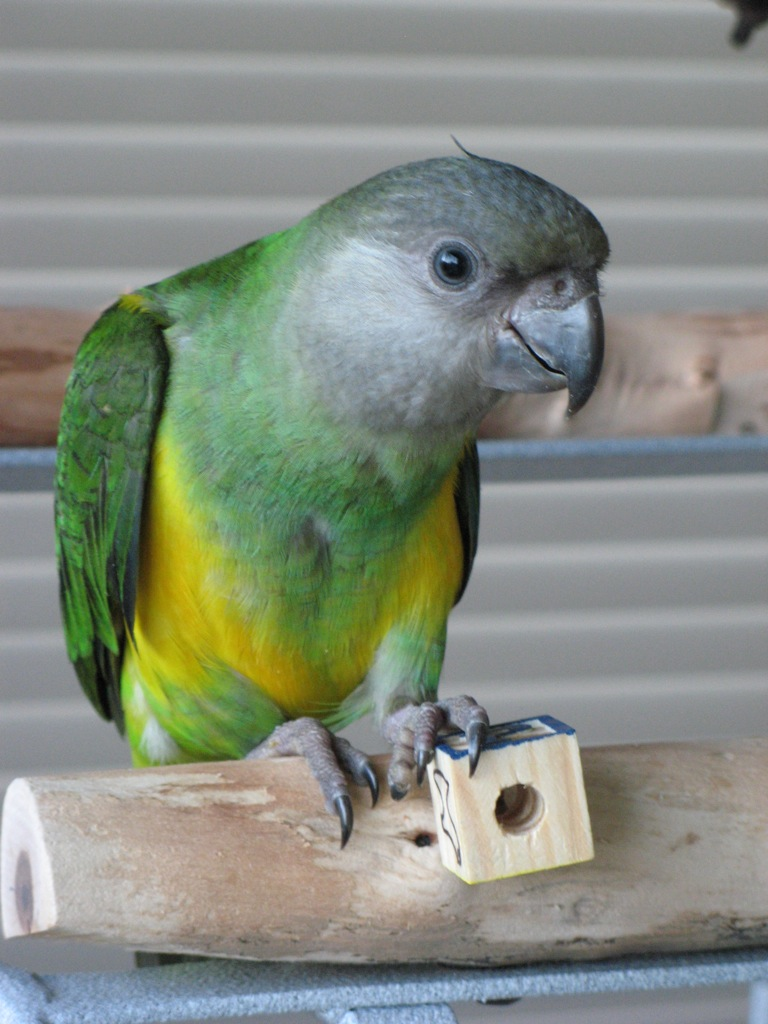
Mladý papoušek senegalský žijící v zajetí

Papoušek senegalský se vyskytuje v třech základních poddruzích, lišících se od sebe barvou hrudního „véčka“. Na trhu s domácími mazlíčky převládá nominátní forma.
- Poicephalus senegalus senegalus (nominátní poddruh): Véčko je žluté. Tento poddruh obývá jižní Mauretánii, jižní Mali až po Guineu a ostrov Los.
- P. s. mesotypus: Tento poddruh má véčko oranžové. Pochází z východní a severovýchodní Nigérie a Kamerunu až po jihozápadní Čad.
- P. s. versteri: Véčko tohoto poddruhu je červené. Domovinou je Pobřeží slonoviny, Ghana a západní Nigérie.

## Život v přírodě
Papoušek senegalský obývá savany i zalesněné oblasti západní Afriky. Často zalétá za potravou na místní farmy, kde je považován za škůdce. Hnízdí v dutinách stromů a snáší 2–3 čistě bílá vejce. Jedná se o společenského ptáka, který se s příslušníky svého hejna dorozumívá pestrou škálou hvízdavých a vřeštivých zvuků. Ve volné přírodě se dožívá 25–30 let, zatímco v zajetí až 50 let.

## Potrava
Ve volné přírodě se tento papoušek živí různými semeny, ořechy, bobulemi a ovocem. V zajetí jej krmíme směsí zrnin pro střední papoušky (bílá a žíhaná slunečnice, kardi, pšenice, kukuřice, semenec, proso, pohanka, niger, lněné semínko), kterou pravidelně doplňujeme čerstvým ovocem a zeleninou. Vhodným zdrojem živin je i naklíčené zrní (mungo, hrách, slunečnice, kukuřice, kardi). Stravu lze zpestřit i granulemi, piškoty, vařenou nesolenou rýží nebo těstovinami, trochou sýra atd. Jak je méně známo, papoušci potřebují i příjem živočišných bílkovin, tudíž je dobré občas jídelníček zpestřit lžičkou vařeného mletého masa, nebo trochou míchaných vajec. Jako zdroj vápníku slouží sépiová kost; k okusu je dobré podávat čerstvé větvičky ovocných stromů. V žádném případě ptáky nekrmíme čokoládou nebo avokádem – obě potraviny jsou pro papoušky jedovaté. Denně zkonzumuje 50–80 g potravy.

## Chov papoušků senegalských

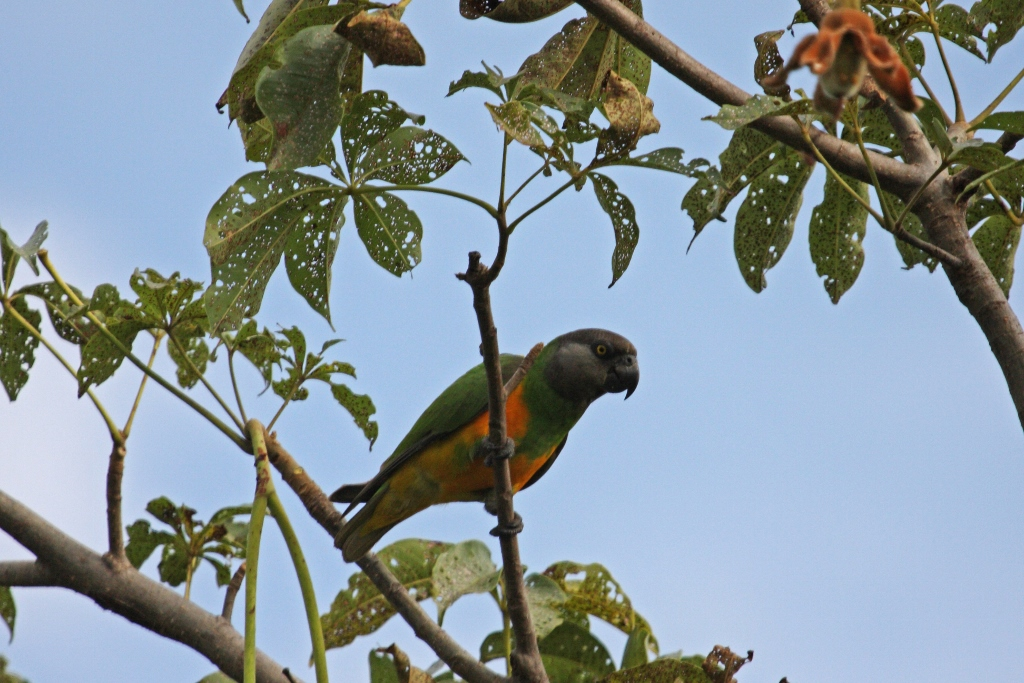
Divoce žijící jedinec

Ručně dokrmený papoušek senegalský bývá vynikajícím domácím společníkem. Stejně jako většina zástupců rodu Poicephalus má i tento papoušek zvídavou, veselou a přítulnou povahu. Kromě toho je to zdatný akrobat, který svého majitele překvapí pestrou škálou bláznivých kousků. Přestože není tak nadán k imitování řeči jako žako nebo amazoňan, zvládne pár slov nebo jednoduchých fráziček a navíc se naučí napodobovat řadu zvuků z okolí, např. zvonění telefonu, cinkání mikrovlnné trouby, houkání alarmu atd. V porovnání jinými, zejména jihoamerickými papoušky, není nijak výrazně hlučný, přestože jeho „vysokofrekvenční“ hvízdot může být někomu nepříjemný.
Ke svému majiteli papoušek senegalský přilne a dovolí mu nejrůznější důvěrnosti. Často však ale žárlí na ostatní členy rodiny a chová se vůči nim agresivně; fixace na jediného člověka je jednou z charakteristických vlastností senegalců. Zvláště ručně dokrmení ptáci si mnohdy sebevědomě troufnou i na tvory mnohem větší než jsou oni – jiné papoušky, psy, rodinné příslušníky atd. Tomuto nežádoucímu chování lze předejít dostatečnou socializací ručně dokrmovaných ptáků a jejich seznamováním s co největším počtem lidí již od nejútlejšího věku.
Senegalci z odchytu nejsou pro chov v domácnosti vhodní; nikdy nezkrotnou a od lidí si budou neustále udržovat odstup. K ochočení se hodí pouze mláďata odchovaná v zajetí, ať již ručně nebo pod rodiči. Tohoto papouška v České republice odchovává v současné době řada chovatelů, proto je dostupný i cenově. Ručně odchované mládě lze pořídit v cenové relaci kolem 5 000 Kč.